# Moon Over Her Shoulder
Moon Over Her Shoulder is een Amerikaanse filmkomedie uit 1941 onder regie van Alfred L. Werker.

## Verhaal
Dokter Philip Rossiter is een huwelijksconsulent. Hij raadt zijn verveelde vrouw Susan aan om een nieuwe bezigheid te zoeken. Ze begint te schilderen en maakt daardoor kennis met de zeiler Rex.

## Rolverdeling
| Acteur        | Personage            |
| ------------- | -------------------- |
| Lynn Bari     | Susan Rossiter       |
| John Sutton   | Dr. Phillip Rossiter |
| Dan Dailey    | Rex                  |
| Alan Mowbray  | Grover Sloan         |
| Leonard Carey | Dusty Rhodes         |
| Irving Bacon  | Conrad               |
| Joyce Compton | Cecilia              |
| Lillian Yarbo | Juline               |
| Eula Guy      | Phyllis Bates        |
| Shirley Hill  | Baby                 |
| Sylvia Arslan | Zusje                |